# Sporobolus partimpatens
Sporobolus partimpatens är en gräsart som beskrevs av Bryan Kenneth Simon. Sporobolus partimpatens ingår i släktet droppgräs, och familjen gräs. Inga underarter finns listade i Catalogue of Life.